# HMS Megaera (1849)
Megaera (Мегера, англ. HMS Megaera) — металлический парусный и винтовой фрегат британского флота, названный в честь древнегреческой мифологической богини Мегеры. Один из последних и крупнейших судов, построенных на верфи Millwall Iron Works Уильяма Фейрберна.

## История
Корабль был спущен на воду 22 мая 1849 года, был одним из первых железных кораблей, заказанных ВМС Великобритании. В свой первый рейс фрегат вышел 7 июня 1851 года, но сразу сломался и был отбуксирован в порт для ремонта. Корабль был модифицирован и вновь отправился в плавание с рекомендацией чаще использовать паруса для экономии угля.
Принимал участие в Крымской войне, после окончания которой больше использовался для обучения английских моряков. В 1871 году «Мегера» была использована как транспорт для перевозки новобранцев Королевского флота в Австралию для замены части экипажей судов HMS Blanche и HMS Rosario.
Выйдя из Англии на 22 февраля 1871 года, фрегат сразу же пострадал от шторма и зашёл на ремонт в ирландский город Куинстаун (ныне Ков). При этом офицеры судна пожаловались, что оно перегружено багажом и имело слишком низкую осадку. 28 мая 1871 года фрегат вышел в море из военно-морской базы в южноафриканском городе Саймонстаун, имея на борту 42 офицера, 180 матросов и 67 призывников. Следуя далее, 8 июня была обнаружена течь в трюме, которая устранялась командой с помощью ручной помпы. 14 июня обстановка осложнилась, в дело были введены паровые насосы, которые справлялись с существующей течью. 15 июня капитан Arthur Thomas Thrupp принял решение двигаться к ближайшей суше, которой стал малообитаемый остров Сен-Поль.

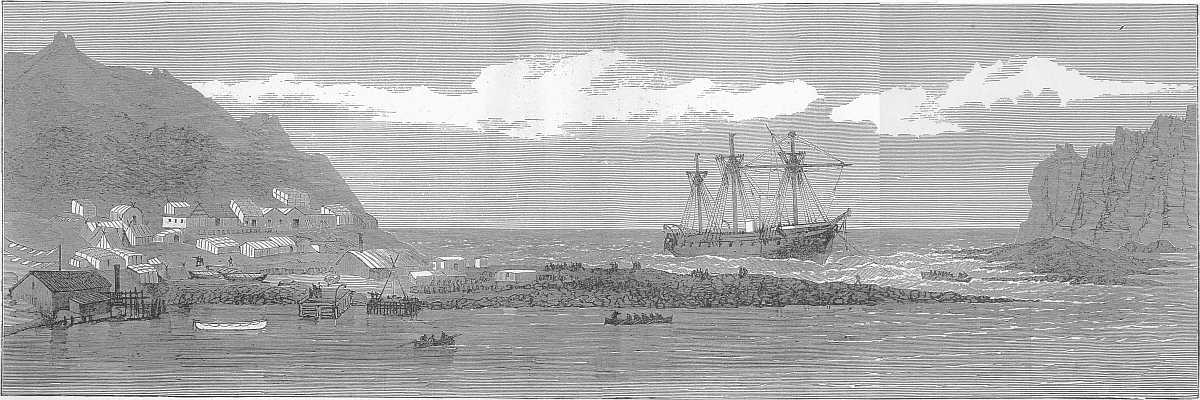
«Мегера» в бухте острова Сен-Поль

17 июня, находясь на якоре на глубине 26 метров, под воду для осмотра корпуса судна был отправлен водолаз. Было установлено, что течь произошла из-за коррозии одной из пластин обшивки. Также сильно проржавели балки в трюме корабля. Главный механик «Мегеры» и оба механика кораблей HMS Blanche и HMS Rosario, находящихся на фрегате, сказали капитану, что плавание до Австралии, куда оставалось 2900 километров, будет крайне небезопасно. При плохой погоде и угрозе потери якорей, капитан фрегата выбросил судно как можно ближе к берегу, после чего команда выгрузилась на остров, куда было перенесено также часть груза корабля.
Только 16 июля капитан голландского судна Aurora заметил флагшток «Мегеры» и, достигнув 2 августа города Сурабая на Яве, отправил телеграмму британскому консулу в Батавии (ныне Джакарта) и командующему Королевским флотом в Гонконге, о бедствии на фрегате, которому на помощь был направлен корабль HMS Rinaldo. 7 августа другой голландский корабль взял на борт пять человек с Сен-Поля. В тот же день капитан британского клиппера Mountain Laurel предложил взять часть экипажа «Мегеры», для чего ему пришлось бы выбросить свой коммерческий груз. Капитан Arthur Thrupp отклонил это предложение, и 26 августа для спасения на остров прибыло британское торговое судно Oberon. 29 августа прибыло голландское судно Malacca, которое забрало оставшуюся часть команды фрегата и направилось в Сидней. HMS Rinaldo взорвался при подходе к острову и участия в спасении не принимал.
В ноябре 1871 года капитан Arthur Thrupp и его команда предстали перед судом в Плимуте, где Королевская комиссия расследовала гибель судна. Действия капитана по спасению людей «Мегеры» были оправданы.